# Endochironomus cognatus
Endochironomus cognatus är en tvåvingeart som först beskrevs av Jean-Jacques Kieffer 1909.  Endochironomus cognatus ingår i släktet Endochironomus och familjen fjädermyggor.
Artens utbredningsområde är Tyskland. Inga underarter finns listade i Catalogue of Life.